# Merkelcell
Merkelceller finns i den människliga hudens (epidermis) tillväxtlager (stratum basale) där den fungerar som receptor för tryck för att sända vidare sådana intryck till nervutskott. De är uppkallade efter Friedrich Merkel.